# Supporters de l'Everton FC
 (mai 2017).
Si vous disposez d'ouvrages ou d'articles de référence ou si vous connaissez des sites web de qualité traitant du thème abordé ici, merci de compléter l'article en donnant les références utiles à sa vérifiabilité et en les liant à la section « Notes et références ».
Les supporters de l'Everton FC sont connus sous le nom d'Evertonians.  L'Everton Football Club basé dans la ville de Liverpool est un des clubs les plus largement supportés du football anglais.

## Structure
Everton possède de nombreux supporters, répartis largement du fait d'être un des membres fondateurs de la Football League et d'avoir participé à plus de saisons que n'importe quel club au championnat au plus haut niveau du football en Angleterre. Pendant les neuf premières saisons Everton avait le record d'affluences moyennes, surpassant les autres équipes anglaises. Récemment le club connait une fréquentation moyenne se situant autour de 36 000 à 38 000 spectateurs pour les matchs de championnat à Goodison Park qui possède une capacité d'accueil de 40 158 bien que le stade soit réputé pour avoir le plus de places à visibilité réduite sur le terrain de la Première League[réf. nécessaire]. Un sondage de 2006-07 auprès des supporteurs a révélé que 15 % des supporteurs d'Everton sont mécontents des mauvaises vues sur le terrain de Goodison Park. Seulement 19 % décrivent pouvoir voir les matchs de “très bonne” façon comparativement aux supporteurs d'Arsenal qui disent que l'Emirates Stadium a 75 % de places avec bonne visibilité. Pour la saison 2009-2010 Everton a vendu 24 000 abonnements annuels. Au cours de la même saison, environ 7 000 Evertonians ont voyagé jusqu'à Lisbonne pour le match contre Benfica Lisbonne.
Le sondage 2004-2005 de la Première League qui interroge près de 1400 supporters d'Everton révèle que 40 % des supporteurs présents les jours de matchs vivent dans un secteur de 10 miles autour de Goodison Park. 77 % des supporteurs d'Everton vivent à moins de 49 miles du Stade. 
Le sondage de 2007-2008 révèle qu'en moyenne les supporteurs d'Everton vivent à 44 miles de Goodison Park, 3 miles de moins que la moyenne nationale et une différence importante avec les clubs rivaux de Liverpool et Manchester United dont la moyenne se situe respectivement à 82 et78 miles de leurs stades. Les supporters d'Everton proviennent principalement de Merseyside, Cheshire, Lancashire et en Galles du Nord. Malgré l'absence d'étude à ce sujet, il est considéré que le cœur géographique des supporteurs d'Everton se situe au nord de la ville de Liverpool dans les secteurs d'Anfield, Bootle, Croxteth, Everton, Kirkdale, Vauxhall et Walton.
Le sondage de 2003-2004 précise que 71 % des supporters d'Everton gagnent moins de £30,000 par an, le plus important pourcentage de bas salaire de la ligue. Au contraire les supporters de Chelsea sont seulement 41 % à gagner moins de 30 000 £ par an. 
Le sondage de 2002-2003 révèle qu'Everton a le plus grand nombre de billets payants à des personnes des deux plus basses classes sociales avec 16 %, 1 % de plus que Sunderland.
En février 2009, Everton devient le premier club à avoir une page officielle de ses supporters sur le site de réseau social Facebook. En novembre 2009, cette page comporte plus de 24 000 supporteurs.

## Rivalités
Un sondage effectué en 2003 auprès des supporters de football a indiqué que les principaux rivaux d'Everton sont Liverpool, Manchester United et Tranmere Rovers. Une autre rivalité, de moindre importance existe avec Manchester City.
La plus grande rivalité que connaît Everton est celle avec l'équipe du Liverpool FC, contre laquelle il dispute le Merseyside derby. Le Merseyside derby se joue généralement à guichets fermés et est souvent un match fermé et violent ; il y a eu plus de cartons rouges au cours de ces matchs que dans toutes autres rencontres dans l'histoire de la première division anglaise. Cette rivalité provient de la formation du Liverpool FC après une dispute interne à Everton entre les dirigeants d'Everton et les propriétaires d'Anfield, le terrain alors utilisé par Everton. Des différences religieuses ont été évoquées comme source de cette division, Everton se situant plutôt du côté catholique, alors que les deux équipes ont été fondées par des méthodistes, ce qui contrarie la thèse de la prétendue opposition entre les catholiques et les protestants.

## Groupes de supporteurs
Everton a beaucoup de sections de supporters à travers le monde, en Amérique du Nord, à Singapour, en Norvège, au Liban, et en Thaïlande. Les trois plus grands club de supporters en dehors de l'Angleterre sont "The Irish Toffees" situés à Dublin, "ESCNI" situé à Belfast et l'"Everton Supporters Club - Isle of Man".

## Footballeurs supporters
Les footballeurs suivants ont déclaré avoir été supporteurs d'Everton pendant leur jeunesse.

## Supporters célèbres
Tout au long de son histoire, Everton a eu de nombreux supporters célèbres.
Pete Best, Matt Dawson, Jennifer Ellison, Derek Hatton, Austin Healey, Amanda Holden, Gethin Jones,  Liz McClarnon, Roger McGough, Jimmy Mulville, Simon O'Brien, John Parrott, Leonard Rossiter, Sylvester Stallone, Ed Stewart, Claire Sweeney et Norman Wisdom. Tony Bellew

## Dans la culture populaire
Des fans d'Everton figurent dans de nombreuses séries TV et films.
Dans Boys from the Blackstuff, série d'Alan Bleasdale située à Liverpool, le plâtrier socialiste Snowy Malone révèle à Chrissie que son père militant syndicaliste l'a élevé « pour croire en ce qui est propre et correct. » Loggo ironise alors « Je ne savais pas que ton père supportait Everton ».
The Rutles une parodie de Beatlemania voit Eric Idle interviewer le poète liverpuldien Roger McGough (réel supporter d'Everton). Il le présente à la caméra par "il est né à Liverpool, a grandi à Liverpool, a bu à Liverpool, écrit à propos de Liverpool et de son équipe de football…...Everton, bien évidemment."